# St. Trinitatis (Beutnitz)

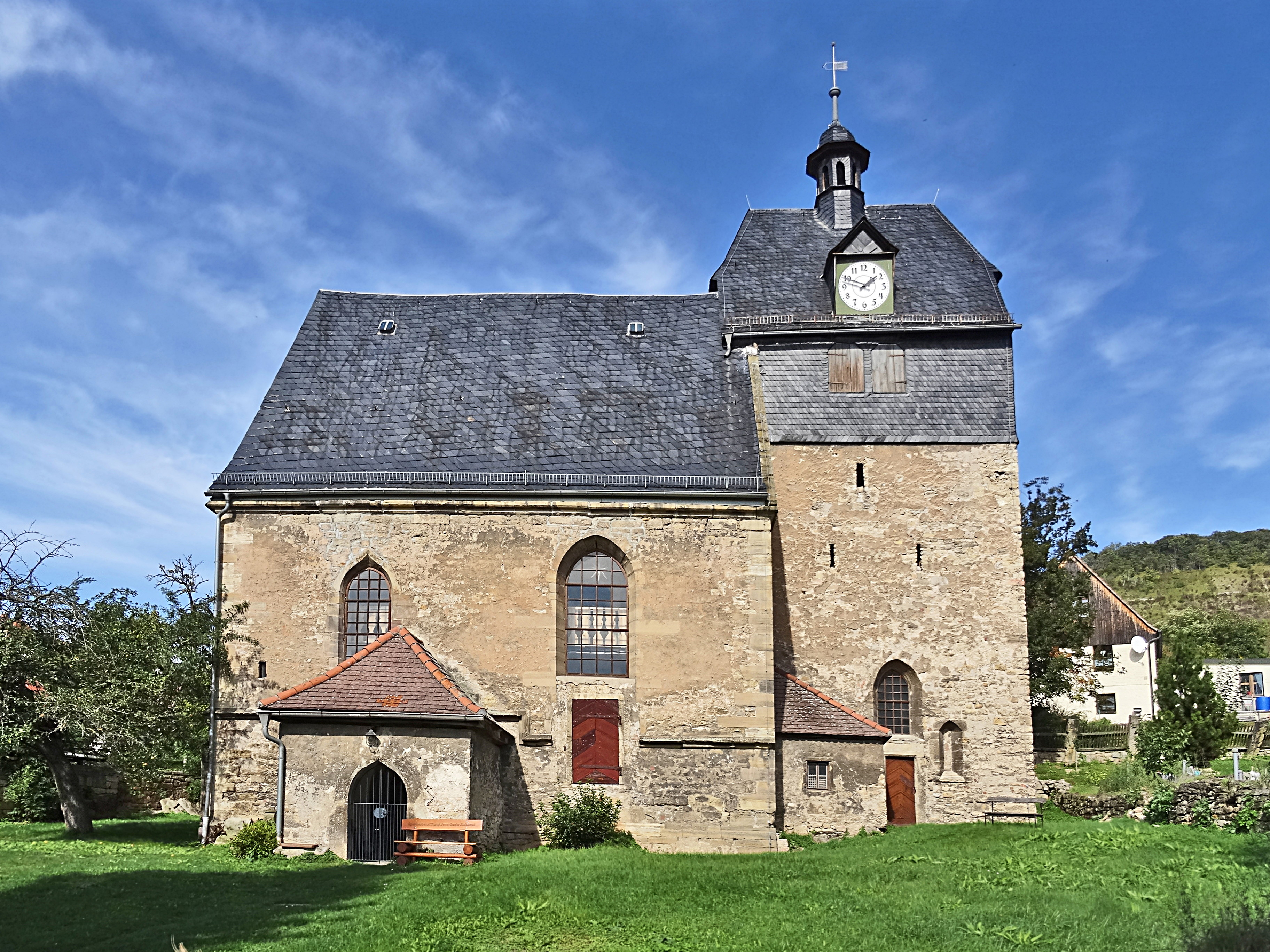
St. Trinitatis in Beutnitz

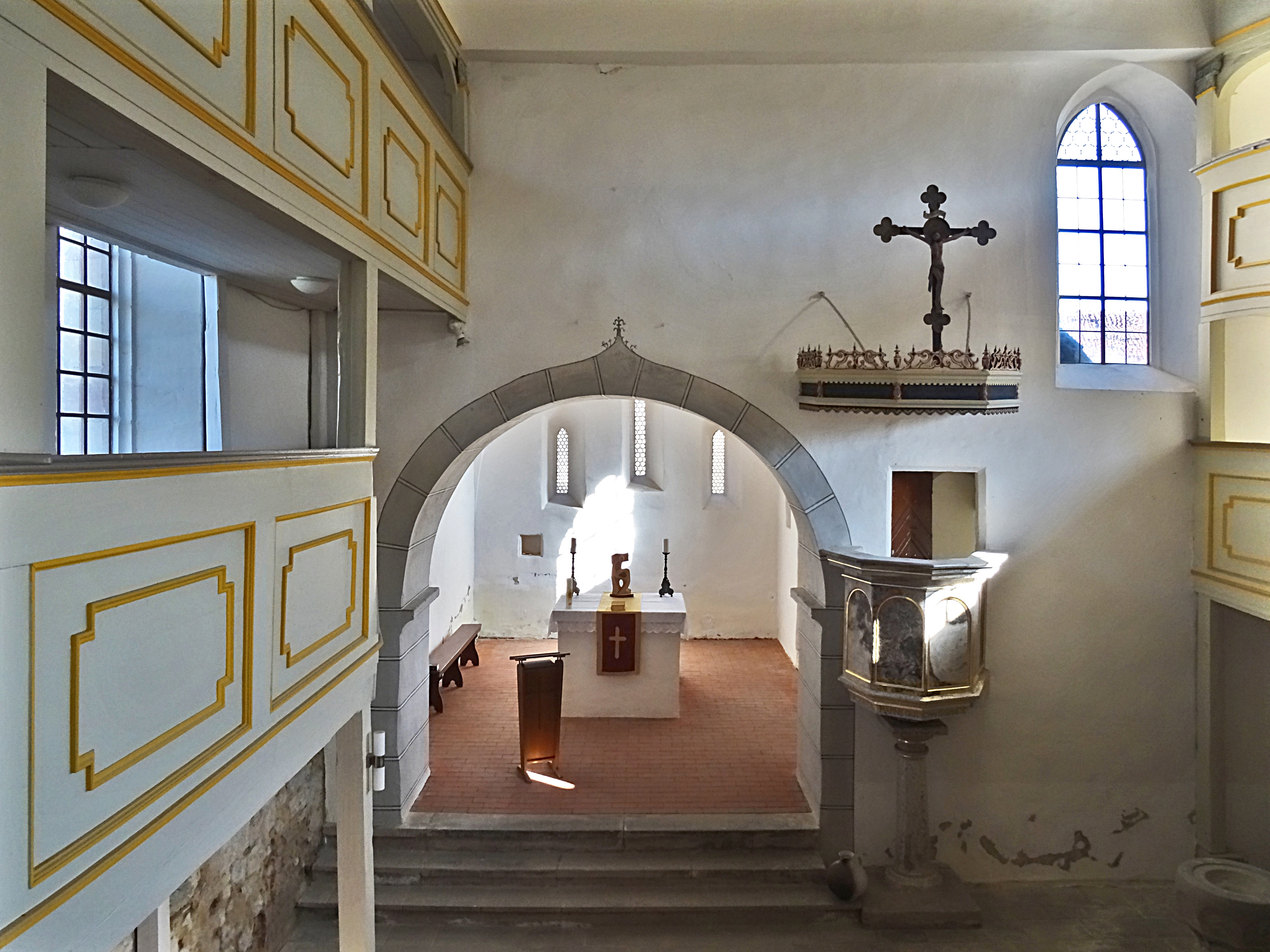
Innenansicht

Die evangelische Dorfkirche St. Trinitatis steht am nördlichen Rand des Dorfes Beutnitz und am südlichen Fuß des in das Tal abfallenden Geländes vom Tautenburger Wald und ist Ortsteil der Gemeinde Golmsdorf im Saale-Holzland-Kreis in Thüringen. Die Kirche gehört zum Kirchenkreis Jena.

## Geschichte
Die Beutnitzer Kirche ist wahrscheinlich das älteste Gebäude im Gleistal.
Bei archäologischen Grabungen im Jahr 2010 wurden im Chorraum die Fundamente einer romanischen Apsis des Vorgängerbaus entdeckt.
Zu den Funden der Archäologen gehörten auch zwei kleine Skelette – Grablegen von Säuglingen, die in das 11. bis 13. Jh. datiert wurden. Dabei handelt es sich um so genannte Traufbestattungen. Tot geborene oder kurz nach der Geburt gestorbene Kinder, die nicht mehr getauft werden konnten, wurden in der Nähe der Kirchenmauern, direkt unter der Traufe begraben. Das vom Kirchendach herunter tropfende Wasser sollte der symbolische Taufakt sein.
Weiterhin wurde eine Münze gefunden, die auf das Jahr 1085 datiert werden konnte.
Die Baumerkmale des Chorturmes – Gewölbeform, die Lanzettfenster mit Dreieckbogen sprechen für eine Entstehung im 14. Jh. Auf dem Chorraum ruhen zwei niedrige steinerne Obergeschosse. Das untere konnte durch eine Pforte vom Dachraum des einstigen, damals noch bestehenden romanischen Saals betreten werden. Ein weiterer Zugang in dieses Geschoss findet sich an der Ostseite. Wie diese in ca. 5 m Höhe liegende Tür einst erreichbar war, ist nicht geklärt. Eine in der Mauer eingelassene Umlenkrolle deuten auf eine Zugbrücke hin.
Eine dendrochronologische Altersbestimmung für die Deckenbalken des steinernen Obergeschosses und des Fachwerkaufsatzes ergab Hölzer aus den Jahren 1386/87.
Die geringe Geschosshöhe (ca. 2 m), der Außenzugang und Lehmfußböden lassen eine Nutzung zu Lagerzwecken vermuten.
In der Literatur findet man immer wieder den Hinweis, dass die Beutnitzer Kirche eine Wehrkirche war, jedoch gibt es auch die Hinweise, dass die schmalen Lichtschlitze in den Obergeschossen für Verteidigungszwecke ungeeignet sind.
In der Zeit von 1402 bis 1445 lebte an der Beutnitzer Kirche eine Inkluse.
Aus der ersten Hälfte des 15. Jh. haben sich 15 Urkunden erhalten, welche die Inkluse Elisabeth von Beutnitz († nach 1445) über vier Jahrzehnte nachweisen. Die Klause, in die sie eingemauert wurde, befand sich an der Außenmauer der Beutnitzer Kirche und war der Jungfrau Maria geweiht. In einer urkundlich belegten Vorklause befanden sich ein Marienbild und ein Opferstuhl und sie war für die Bevölkerung zugänglich.
Die weiteren Urkunden beziehen sich auf verschiedene Stiftungen – 1408 für den Corpus-Christi Altar und 1422 den Trinitatis - Altar. Zu den Stiftern zählten nicht nur die Meißener Markgrafen Friedrich IV. – zum Zeitpunkt seiner Stiftung war er bereits Kurfürst von Sachsen – und sein Bruder Wilhelm II., sondern auch Landgraf Friedrich der Friedfertige sowie einzelne Familien aus der wettinischen Ministerialität. Die letzte Urkunde vom 2. Juli 1445 besagt, dass sie zwei Messen in der Golmsdorfer Kirche gestiftet hat. Zu diesem Zeitpunkt lebte sie schon über 40 Jahre in der Klause in Beutnitz.

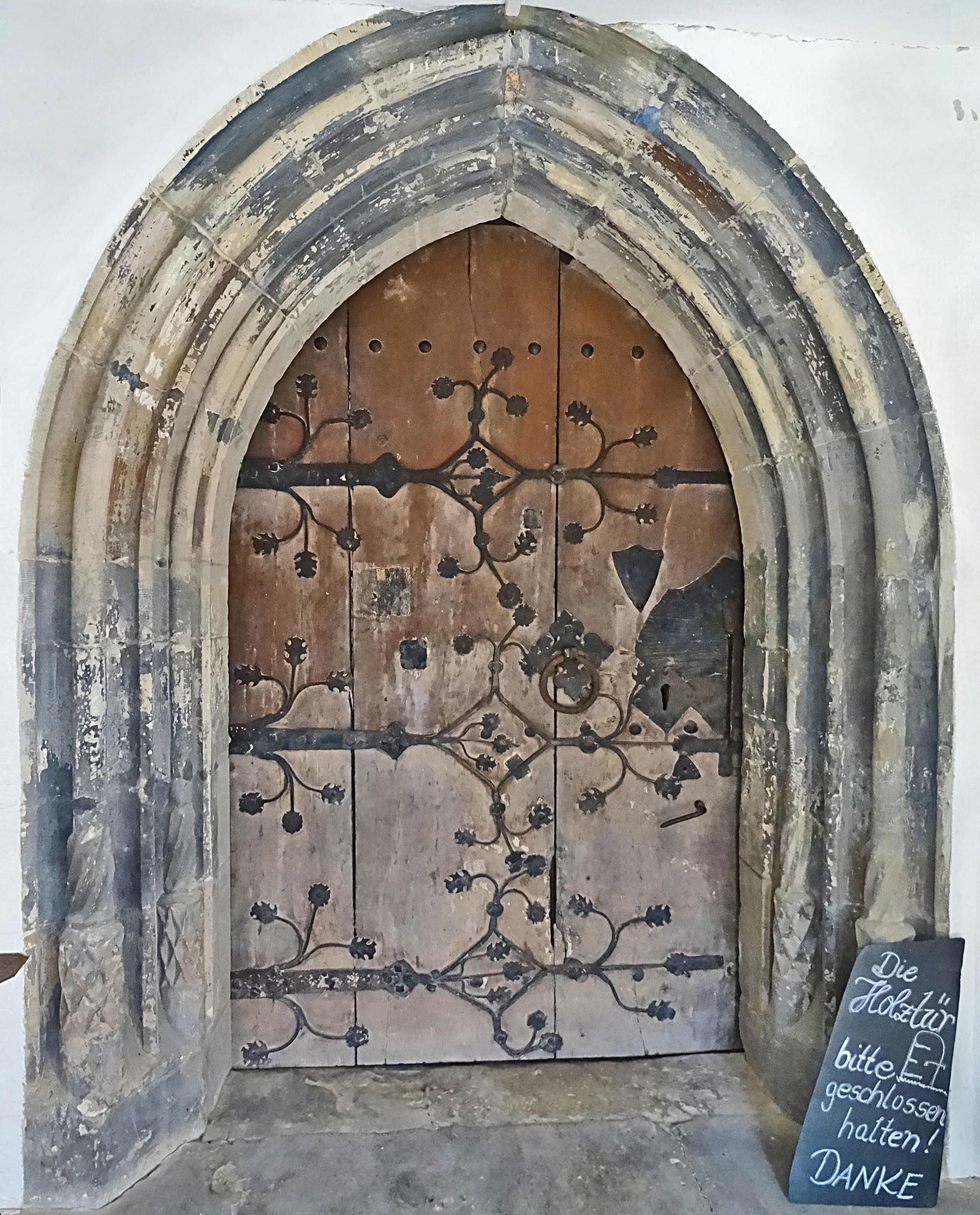
Südportal

Das Kirchenschiff, dessen Dach (nach dendrochronologischer Untersuchung) aus dem Jahr 1477 ist, war eine zweischiffige vermutlich steinern gewölbte Hallenkirche, die über eine Empore im Westen verfügte. Diese war über den noch erhaltenen Wendelstein erreichbar.
Die Gestaltung des Hauptportals auf der Südseite findet sich in ähnlicher Form an der Jenaer Michaelskirche wieder. Wie das Gewände stammt auch das Türblatt mit seinen Zierbeschlägen aus der Zeit des spätgotischen Neubaus.

## Kirchenraum
Der Innenraum erhielt seine jetzige Form als dreischiffige Emporenhalle mit Brettertonne über dem Mittelschiff und zwei Emporengeschossen in den Seitenschiffen im Jahr 1696. Da das Mittelschiff mit seiner Spitzbogentonne stark überhöht iat, lässt sich die Kirche auch als Pseudobasilika auffassen. Die Kanzel steht an der Stelle, an der sich in der Zeit der Zweischiffigkeit eine steinerne Arkade anschloss, die den Kirchenraum in zwei Schiffe unterteilte. Der Triumphbogen stammt vom romanischen Vorgängerbau, dessen Altarraum – eine halbrunde Apsis – im 14. Jh. durch den Chorturm ersetzt wurde.
Die Orgel mit 16 Registern, verteilt auf 2 Manuale und Pedal, wurde um 1750 von einem unbekannten Meister geschaffen.